# Julio César Franco
Julio César Ramón Franco Gómez (Fernando de la Mora, 17 de abril de 1951) é um político paraguaio e médico. Vice-Presidente do Paraguai durante o período 2000-2002.
Nascido no dia 17 de abril, 1951 em Fernando de la Mora. Ele estudou medicina na Faculdade de Ciências Médicas da Universidade de Córdoba (Argentina), e fez uma pós-graduação em pediatria no Hospital Universitário de Assunção.
Vice-Presidente e depois Presidente da Comissão de Saúde e Segurança Social e da luta contra o narcotráfico. Ele se tornou o líder do partido Domingo Laino, sendo nomeado como tal nas eleições internas de 21 de março de 1999.